# Gustav Memminger
Gustav Christian Memminger (* 1. Mai 1913 in Freudenstadt; † 26. August 1991 ebenda) war ein deutscher Unternehmer und in der Zeit des Nationalsozialismus führender Funktionär der Hitler-Jugend (HJ).

## Leben
Gustav Memminger war das erste von sechs Kindern des Lokomotivführers Gustav Memminger und dessen Ehefrau Johannna Memminger. 1931 war er Mitgründer des Nationalsozialistischen Schülerbunds (NSS) an der Oberrealschule Freudenstadt und suchte nach dem Abitur 1932 unter den Bedingungen der Weltwirtschaftskrise nach einer beruflichen Zukunft. Zum 1. September 1933 trat er in die NSDAP ein (Mitgliedsnummer 1.719.510) und im selben Jahr aus der evangelischen Kirche aus. Er fand 1934 eine Volontärsstelle in der Redaktion der nationalsozialistischen Regionalzeitung Schwarzwaldzeitung. In der Zeitung betreute er die monatliche Beilage Norkus-Wacht der Hitlerjugend, in der er 1934 zum Unterbannführer aufstieg. 1935 bestand er die Schriftleiterprüfung und wurde Redakteur bei der HJ-Zeitung Reichssturmfahne, Kampfblatt der schwäbischen Hitler-Jugend in Stuttgart, deren Chefredakteur er 1937 wurde. Die NSDAP-Reichspropagandaleitung ernannte ihn zum Reichsredner. 1938 heiratete er Margarete Hepting, sie hatten zwei Kinder. Im Sommer 1939 wechselte er nach Berlin, wo er eine Anstellung als Hauptschriftleiter beim arisierten Deutschen Verlag erhielt und nebenberuflich stellvertretender Leiter des Presse- und Propagandaamts der HJ wurde, in der er nun den Rang eines Oberbannführer hatte. Er übernahm die Schriftleitung der HJ-Zeitschriften Wille zur Macht – Führerorgan der nationalsozialistischen Jugend und Junge Welt – die Reichszeitschrift der Hitler-Jugend und war Hauptschriftleiter des Reichsjugendpressedienstes. Von November 1939 bis August 1940 war er Soldat der Wehrmacht, wurde dann unter dem neuen Reichsjugendführer Arthur Axmann zum hauptamtlichen Leiter des Presse- und Propagandaamts der HJ ernannt. Ab Juni 1941 war er als Feldwebel des Infanterieregiments 68 am Überfall auf die Sowjetunion beteiligt. Im Januar 1942 kehrte er als Hauptbannführer (Generalsrang) in die Reichsjugendführung zurück, er erhielt das Kriegsverdienstkreuz 2. Klasse. Nach der Invasion der Alliierten in Frankreich im Juli 1944 stellte die Reichsjugendführung der HJ ihren Dienstbetrieb weitgehend ein, und Memminger organisierte als Inspekteur-West den Einsatz der 15- und 16-Jährigen Jungen und Mädchen für den Schanzenbau. Er erhielt dafür 1945 das Kriegsverdienstkreuz 1. Klasse.
Nach Kriegsende tauchte Memminger in den bayrischen Alpen unter. Er nahm konspirativen Kontakt zu anderen überlebenden HJ-Führern auf, wurde aber am 15. Dezember 1945 bei Immenstadt zusammen mit Axmann vom Counter Intelligence Corps, der eine Werwolf-Verschwörung argwöhnte, festgenommen und im Camp King in Oberursel inhaftiert. Im Oktober 1946 wurde er in das britische Internierungslager Staumühle überstellt und von dort Ende 1947, nach einer Zwischenstation im Internierungslager Ludwigsburg, in das Internierungslager Balingen in der Französischen Zone.
Der Freudenstädter Kreisuntersuchungsausschuss für die politische Säuberung unter der Leitung des Bürgermeisters Friedrich Rothfuß (SPD) stufte ihn im Mai 1948 als Mitläufer ohne Maßnahmen, die vierte Stufe bei der Entnazifizierung, ein. Daraufhin wurde er aus der Internierungshaft entlassen. Die zweite Spruchkammer beim Staatskommissariat für die politische Säuberung in Tübingen hob das Urteil auf und stufte ihn im November 1948 als Belasteter ein. Nach seinem Rekurs wurde Memminger im August 1950 wieder als Mitläufer eingestuft. Memmingers Hauptamtsleiter in der HJ Rainer Schlösser wurde im August 1945 in der Sowjetischen Zone als Kriegsverbrecher zum Tode verurteilt, HJ-Führer Axmann wurde 1946 als Zeuge im Nürnberger Prozess gegen die Hauptkriegsverbrecher vernommen, er war nach der Internierungshaft ein freier Mann und pflegte seine Freundschaft mit Memminger.
Memminger arbeitete in der Nachkriegszeit zunächst als Handelsvertreter für Strickwaren und baute ab 1967 in Freudenstadt einen Betrieb für Verfahrenstechnik für die Maschenindustrie auf. Dank mehrerer Patente für Fadenliefervorrichtungen konnte der Betrieb Ende der 1980er Jahre 200 Personen beschäftigen.
1985 zog sich Memminger aus dem Berufsleben zurück. Er sammelte Altägyptische Kunst. In Freudenstadt stifteten er und seine Frau 1991 einen von Hanns Lohrer entworfenen Brunnen für den Marktplatz.

## Schriften (Auswahl)
- Vorwort zu Reinhold Sautter: Hitler-Jugend. Das Erlebnis einer großen Kameradschaft. C. Röhrig Verlag, München 1941.
- (als Herausgeber): Die Jugend des Führers Adolf Hitler. Bildbuch über die grossdeutsche Jugend. Erwin Skacel, Leipzig 1942.